# London (Kentucky)
London é uma cidade localizada no estado americano de Kentucky, no Condado de Laurel.

## Demografia
Segundo o censo americano de 2010, a sua população era de 7993 habitantes.

## Geografia
De acordo com o United States Census Bureau tem uma área de
20,0 km², dos quais 20,0 km² cobertos por terra e 0,0 km² cobertos por água. London localiza-se a aproximadamente 301 m acima do nível do mar.

## Localidades na vizinhança
O diagrama seguinte representa as localidades num raio de 24 km ao redor de London.